# Are You Happy?
『Are You Happy?』（アー ユー ハッピー）は、日本の男性アイドルグループ・嵐の通算15枚目となるオリジナル・アルバム。2016年10月26日にジェイ・ストームから発売された。

## 解説
前作から約1年ぶりとなるアルバム。本作は「Happy｣ をテーマとした作品であり、「嵐が思う今の嵐」を表現したバラエティー豊かな楽曲を収録している。タイトルは櫻井翔の案で、 「表す意味は簡単に言ってしまうと喜怒哀楽。このタイトルに対して『Yes I'm Happy』という曲もあれば、そうじゃないぞって曲もあったりとか」と語っている。 また、メンバーのソロ曲の他に、新しい試みとして、各メンバーそれぞれが監修（supervision）したグループ曲が5曲収録されている。
シングル曲は2015年発売の「愛を叫べ」と、2016年に発売された「復活LOVE」「I seek」「Daylight」の4曲が収録されているが、このアルバムの発売前に発売されたシングル曲「Power of the Paradise」は収録されていない（次のアルバム『「untitled」』に収録されている）。 なお､ シングルが年を跨いでアルバムに収録されるのは2012年発売の『Popcorn』以来4年ぶりである。
本作は初回限定盤と通常盤があり、ジャケット写真は初回限定盤と通常盤で異なるが、どちらも 笑顔のメンバーがまぶしい「Are You Happy?」というタイトルにぴったりな写真となっている。初回限定盤には「Don't You Get It」のPVとメイキング映像を収録したDVDが付属、そしてスリーブケース付きでブックレットが同梱となる。一方、通常盤には、ボーナストラック「TWO TO TANGO」を含む全17曲が収録されている。ライブ開催期間に通常盤の帯裏に記載されているユーザーコードを J Storm特設サイトで入力すると、「アルバム×5大ドームツアー」コラボ企画として待受画像がダウンロードできた。
2020年2月7日より、通常盤収録曲のデジタル配信、及びサブスクリプション配信が解禁された。

## チャート成績
オリコン週間アルバムランキングで初週に63.7万枚を売り上げ、初登場1位を獲得した。
嵐のアルバム1位獲得は 通算15作目となり、男性アーティスト（ソロ含む）ならびにグループ（⼥性含む）として歴代最⾼を誇る「アルバム1位獲得連続年数｣ も、『いざッ、Now』（2004年度で獲得）から13年連続に更新した。

## 収録曲

### CD
1. DRIVE [4:23]

作詞：Macoto56、作曲・編曲：Jeremy Hammond（※under the supervision of Jun M.）
  - 松本監修曲
2. I seek [4:45]
  - 49thシングルの1曲目
3. Ups and Downs [4:29]
作詞：市川喜康、作曲：Joe Lawrence・Trevor Ingram、編曲：pieni tonttu
4. 青春ブギ [4:08]
作詞：paddy、作曲：Soul-273、編曲：Ha-j（※under the supervision of Masaki A.）
  - 相葉監修曲
5. Sunshine [3:28] - 櫻井翔
作詞：kosuke・AKIRA、Rap詞：櫻井翔、作曲：Tommy Clint、編曲：石塚知生
6. 復活LOVE [4:54]
  - 48thシングル
7. Amore [4:01] - 相葉雅紀
作詞・作曲・編曲：eltvo
8. Bad boy [4:09] - 大野智
作詞・作曲・編曲：HARAJUKU KIDZ
9. WONDER-LOVE [3:35]
作詞：KOU＆、作曲・編曲：Erik Lidbom・Jon Hällgren（※under the supervision of Kazunari N.）
  - 二宮監修曲
10. また今日と同じ明日が来る [3:50] - 二宮和也
作詞：Fox.i.e・二宮和也、作曲：Fox.i.e、編曲：Fox.i.e・A-bee
11. Daylight [4:51]
  - 49thシングルの2曲目
12. 愛を叫べ [4:41]
  - 47thシングル
13. Baby blue [4:16] - 松本潤
作詞・作曲：100+、編曲：佐々木博史
14. Miles away [5:02]
作詞：100+、作曲：R.P.P.、編曲：metropolitan digital clique（※under the supervision of Satoshi O.）
  - 大野監修曲
15. To my homies [4:55]
作詞：BASI、Rap詞：櫻井翔、作曲・編曲：韻シスト（※under the supervision of Sho S.）
  - 櫻井監修曲
16. Don't You Get It [4:05]
作詞：KOU＆、作曲：Didrik Thott・Christian Fast・Henrik Nordenback、編曲：吉岡たく・佐々木博史
  - 本作のリードトラック
  - 嵐出演 日立ロボットクリーナー「ミニマル」CMソング
17. TWO TO TANGO [3:23]
作詞：HARAJUKU KIDZ、Rap詞：櫻井翔、作曲：Kevin Charge・AndreasÖberg・HARAJUKU KIDZ、編曲：metropolitan digital clique
  - ボーナストラック

通常盤のみ収録。
大野が振り付けを担当した。

### DVD
※初回限定盤のみ
1. 「Don't You Get It」ビデオ・クリップ+メイキング
PVの監督は竹久正記と上村右近が担当。

## 映像作品
DRIVE
- ARASHI LIVE TOUR 2016-2017 Are You Happy?

Ups and Downs
- ARASHI LIVE TOUR 2016-2017 Are You Happy?

青春ブギ
- ARASHI LIVE TOUR 2016-2017 Are You Happy?

Sunshine
- ARASHI LIVE TOUR 2016-2017 Are You Happy?

Amore
- ARASHI LIVE TOUR 2016-2017 Are You Happy?

Bad boy
- ARASHI LIVE TOUR 2016-2017 Are You Happy?

WONDER-LOVE
- ARASHI LIVE TOUR 2016-2017 Are You Happy?

また今日と同じ明日が来る
- ARASHI LIVE TOUR 2016-2017 Are You Happy?

Baby blue
- ARASHI LIVE TOUR 2016-2017 Are You Happy?

Miles away
- ARASHI LIVE TOUR 2016-2017 Are You Happy?

To my homies
- ARASHI LIVE TOUR 2016-2017 Are You Happy?

Don't You Get It
- ARASHI LIVE TOUR 2016-2017 Are You Happy?
- 5×20 All the BEST!! 1999-2019（初回限定盤2）
- 5×20 All the BEST!! CLIPS 1999-2019（初回限定盤）（PV映像）

TWO TO TANGO
- ARASHI LIVE TOUR 2016-2017 Are You Happy?